# Церемония мытья ковров в Иране
Церемония мытья ковра в Мешхед Ардехале — (перс. قالی‌شویان مشهد اردهال‎, Ghali Shuyan-e Mashhad-e Ardehal) — религиозная церемония, проводимая мусульманами шиитского толка и посвященная поминовению одного из сыновей 5-го имама Мухаммада аль-Бакира Солтана Али.
Церемония мытья ковра является одной из самых интересных религиозных памятных дней среди шиитов. Она проводится ежегодно в деревне Мешхед Ардехаль, расположенной в 42 километрах к западу от города Кашан, провинция Исфахан.

## История
История этой церемонии уходит в те времена, когда более двенадцати веков назад Солтан Али приехал из Медины в Мешхед Ардехаль, где и погиб от рук врагов. Последователи Солтана Али узнали о его гибели лишь два дня спустя. Они прибыли в деревню, завернули тело Солтана Али в ковер, обмыли его в источнике, который находился в 150 метрах, и похоронили.
Согласно другому источнику, последователи Солтана Али положили его искалеченное тело на ковер, не совершая омовения, отнесли на вершину холма и там похоронили. Затем они помыли ковер в источнике.

## Пятничный призыв
За неделю до церемонии, обычно в первую пятницу октября, проводится пятничный призыв, или Jum’a Jar. В этот день организаторы объявляют день проведения церемонии мытья священного ковра. Как правило, её проводят во вторую пятницу октября, однако если этот день совпадает с каким-либо праздником, церемонию откладывают на неделю.

## Основная церемония
В течение многих веков люди из близлежащих районов и других городов, включая Кум, Кашан, Нешладж, Хомейн, Мехеллат, Саве, Делиджан, Гольпайеган, Йезд и др., приезжают в Мешхед Ардехаль, чтобы почтить память сына пятого шиитского имама. Этот траурный день проходит во вторую пятницу мехра (начало октября), так как именно в этот день был убит Солтан Али.
Многие совершают сюда паломничество, проходя большие расстояния из далеких городов.
За день перед церемонией, известной как جمعه ‌قالی, Jum’a Qali, большая часть паломников проводит ночь в специальных резиденциях, расположенных недалеко от мавзолея Солтана Али.
Затем, рано утром, паломники надевают чёрную одежду, берут в руки деревянные длинные палки и направляются в мавзолей Шахзаде Хусейна. В это же время некоторые пожилые жители Фина — деревни, расположенной поблизости, собирают пожертвования. Когда начинается ритуал, паломники следуют в мавзолей Солтана Али, расположенный в 800 метрах от их места ночлега, скандируя «Ya Husayn» и поднимая деревянные длинные палки высоко в небо.
В мавзолее паломники направляются во двор Safa, расположенный у южного входа, и до того, как служители вынесут ковер, они читают молитвы, плачут, бьют себя в грудь в знак выражения скорби и вращают в руках длинные палки.
Далее охране или главе служителей мавзолея отдают пожертвования и торжественно выносят ковер, обвязанный зелёной лентой. Тогда паломники с палками в руках бросаются в сторону ковра, скандируя «Ya Husayn». Другая часть людей размахивает палками в небе и надвигается на источник, как яростная армия.
Ковер кладут у ручья, и люди начинают проклинать тех, кто не спас Солтана Али от гибели. Затем, чтобы помыть ковер, они опускают палки в ручей, после чего брызгают каплями из источника на ковер. Считается, что после этой церемонии вода становится святой — тогда люди начинают ею умываться и набирать в бутылки, чтобы взять домой. Затем паломники возвращают ковер в мавзолей, при этом во время церемонии посторонним не разрешается к нему прикасаться.
Ковер несут в восточную часть мавзолея, передавая его над головами из рук в руки и направляясь к крыльцу мавзолея. Далее выходят служители, но, традиционно, паломники показывают свое нежелание отдавать ковер, размахивая перед крыльцом палками. После долгого скандирования фраз «Husayn, Husayn» и «Allah Akbar» ковер наконец отдают работникам мавзолея.
Траурная процессия завершается после полудня масштабным пиром, где всех бесплатно угощают.
В 2009 году в Мешхеде Ардехаль на церемонии мытья ковра собрались 200 000 паломников.
В 2012 году этот ритуал был включен в Список нематериального культурного наследия ЮНЕСКО.

## Уличный базар
Одной из составляющих церемонии служит временный уличный рынок, который работает от 7 до 10 дней. Здесь местные продавцы и ремесленники предлагают паломникам свои товары. Люди верят, что покупка мебели и бытовой утвари в Мешхед Ардахале поблизости от мавзолея принесёт благословение и удачу.